# Teleférico de Santiago
O teleférico de Santiago é um meio de transporte aéreo turístico no Cerro San Cristóbal do Parque Metropolitano, em Santiago, Chile.

## História

### Primeira época (1980—2009)
A construção do teleférico iniciou-se em 1979 e demorou cerca de um ano, principalmente devido à dureza do terreno de rocha vulcânica onde foram instaladas as torres do trajeto. Os arquitetos responsáveis pelo projeto foram Fernando Davanzo, Felipe Urrejola e Guillermo Pincheira.
O teleférico foi inaugurado oficialmente em 1º de abril de 1980. O serviço contava com 72 cabines ovóides, que percorriam 4,8 quilômetros a 14,4 km/h em 20 minutos..
Em 12 de dezembro de 2008, uma falha mecânica deixou 20 pessoas presas no teleférico durante duas horas, sem que fossem registrados feridos. Posteriormente, em 7 de junho de 2009, ocorreu outra falha mecânica no sistema: a caixa de mudanças que regulava a velocidade do sistema se rompeu, o que provocou a suspensão indefinida do serviço.

### Segunda época (2016—presente)
Em 2011, foi apresentado um projeto para licitar o teleférico, dotá-lo de novas cabines e restaurar a infraestrutura. Esperava-se que em 2012 o serviço fosse reaberto ao público, no entanto, o Ministério de Habitação e Urbanismo recebeu apenas uma oferta, que foi recusada. Com isso, a licitação foi declarada deserta, e um novo concurso público foi anunciado, iniciado em novembro de 2013.
Em dezembro de 2014, foi anunciado que o teleférico seria reaberto no segundo semestre de 2016, após uma série de trabalhos de manutenção e remodelação que começaram em março de 2015 e custaram 9,5 milhões de dólares. Esses trabalhos incluíram a instalação de uma nova rede de 47 cabines, cada uma com capacidade para seis pessoas.
Em 12 de agosto de 2016, o governo anunciou que a concessão do teleférico por 10 anos foi outorgada à empresa Transportes Turísticos Santiago Limitada (Turistik), que também inclui a operação de 8 ônibus ecológicos dentro do Parque Metropolitano e a instalação de cafeterias e restaurantes nas estações.
O teleférico foi reinaugurado o 24 de novembro de 2016 pela presidenta Michelle Bachelet.
Em julho de 2024, recebeu o prêmio “Best of the Best” da América Latina, segundo usuários do TripAdvisor.

## Estações
| Estação | Inauguração         | Acesso à deficiente físico | Localização                      |
| ------- | ------------------- | -------------------------- | -------------------------------- |
| Oásis   | 1º de abril de 1980 | Acesso à deficiente físico | Av. El Cerro 750, Providencia    |
| Tupahue | 1º de abril de 1980 | Acesso à deficiente físico | Manuel Backenna con Pedro Bannen |
| Cimeira | 1º de abril de 1980 | Acesso à deficiente físico | Olhador da terraço Bellavista    |